# France Anglade
Pour les articles homonymes, voir Anglade (homonymie).
 (janvier 2024).
Si vous disposez d'ouvrages ou d'articles de référence ou si vous connaissez des sites web de qualité traitant du thème abordé ici, merci de compléter l'article en donnant les références utiles à sa vérifiabilité et en les liant à la section « Notes et références ».
France Anglade, née le 17 juillet 1942 à Constantine en Algérie française et morte le 28 août 2014 à La Verrière dans les Yvelines, est une  actrice française. Sous son nom de naissance, Marie-France Anglade, elle a enregistré deux albums et quatre 45 tours entre 1973 et 1979.

## Biographie
Née à Constantine en Algérie, elle passe son enfance à Châlons-sur-Marne. En 1958 Marie-France Anglade passe des vacances chez une tante à Chelles, où Jean Delannoy tournait les extérieurs de  Guinguette avec Zizi Jeanmaire. Elle est remarquée par un assistant, qui l'incite à devenir actrice.
Par la suite elle s'installe à Paris, où elle pose pour de la publicité avec Geneviève Grad et comme modèle de modes pour la revue Elle, puis elle se lance comme actrice.
En 1968, elle tient le rôle principal d'une reprise de Caroline chérie. Mais dès les années 1970, sa carrière décline et elle ne tourne plus qu'occasionnellement.
Elle meurt le 28 août 2014 à 72 ans de causes naturelles.
Elle est la tante de Caroline Anglade.

## Filmographie sélective
- 1959 : Guinguette : figuration
- 1961 : Le Rendez-vous de minuit de Roger Leenhardt : Fifine
- 1961 : Les Amours célèbres de Michel Boisrond
- 1962 : Les Parisiennes de Marc Allégret : une collégienne (film à sketch)
- 1962 : Douce Violence de Max Pécas
- 1962 : Les Sept péchés capitaux d'Édouard Molinaro, (film à sketch)
- 1962 : Comme un poisson dans l'eau d'André Michel : Florence
- 1962 : La Dénonciation de Jacques Doniol-Valcroze
- 1962 : Les Dimanches de Ville-d'Avray de Serge Bourguignon : Lulu
- 1963 : Les Bricoleurs de Jean Girault : une candidate au permis de conduire
- 1963 : Du mouron pour les petits oiseaux de Marcel Carné
- 1963 : Les Veinards de Philippe de Broca et Jean Girault : Corinne
- 1963 : Comment trouvez-vous ma sœur ? de Michel Boisrond : Cécile
- 1963 : Clémentine chérie de Pierre Chevalier : Clémentine
- 1963 : Bal masqué à Scotland Yard (Maskenball bei Scotland Yard) de Marino Girolami : Brenda
- 1963 : Queste pazze, pazze donne (it) de Marino Girolami : Greta
- 1964 : Les Motorisées (Le motorizzate) de Marino Girolami : sœur Maria
- 1964 : Chansons, Fanfarons et Jeunes Poupées (Canzoni, bulli e pupe) de Carlo Infascelli : France
- 1964 : L'Huître et la Perle de Lazare Iglésis : l'institutrice (téléfilm)
- 1964 : Le Repas des fauves de Christian-Jaque : Sophie
- 1965 : James Tont operazione D.U.E. de Bruno Corbucci : Helen Collins
- 1965 : Le Lit à deux places de Jean Delannoy : l'épouse
- 1965 : Cinquante Millions pour Johns (Twenty-Four Hours to Kill) de Peter Bezencenet : Franzi Bertram
- 1967 : Le Plus Vieux Métier du monde de Claude Autant-Lara : Catherine (film à sketch)
- 1968 : Caroline chérie de Denys de La Patellière : Caroline de Bievre
- 1970 : La Servante de  Jacques-Paul Bertrand
- 1973 : Coup de sang de Jean-Paul Carrere (téléfilm)
- 1975 : La Chasse aux hommes de Lazare Iglesis
- 1979 : Julien Fontanes, magistrat : Une femme résolue de Bernard Toublanc-Michel
- 1988 : Sortis de route de Gilbert Roussel : la mère
- 1990 : Faux et Usage de faux de Laurent Heynemann : la femme de Charles
- 1991 : Toubab Bi de Moussa Touré : la femme du centre d'accueil